# 한류열풍 사랑
한류열풍 사랑은 2001년 9월 3일에 개설된 커뮤니티 사이트다.